# ブラーマ・クマリス

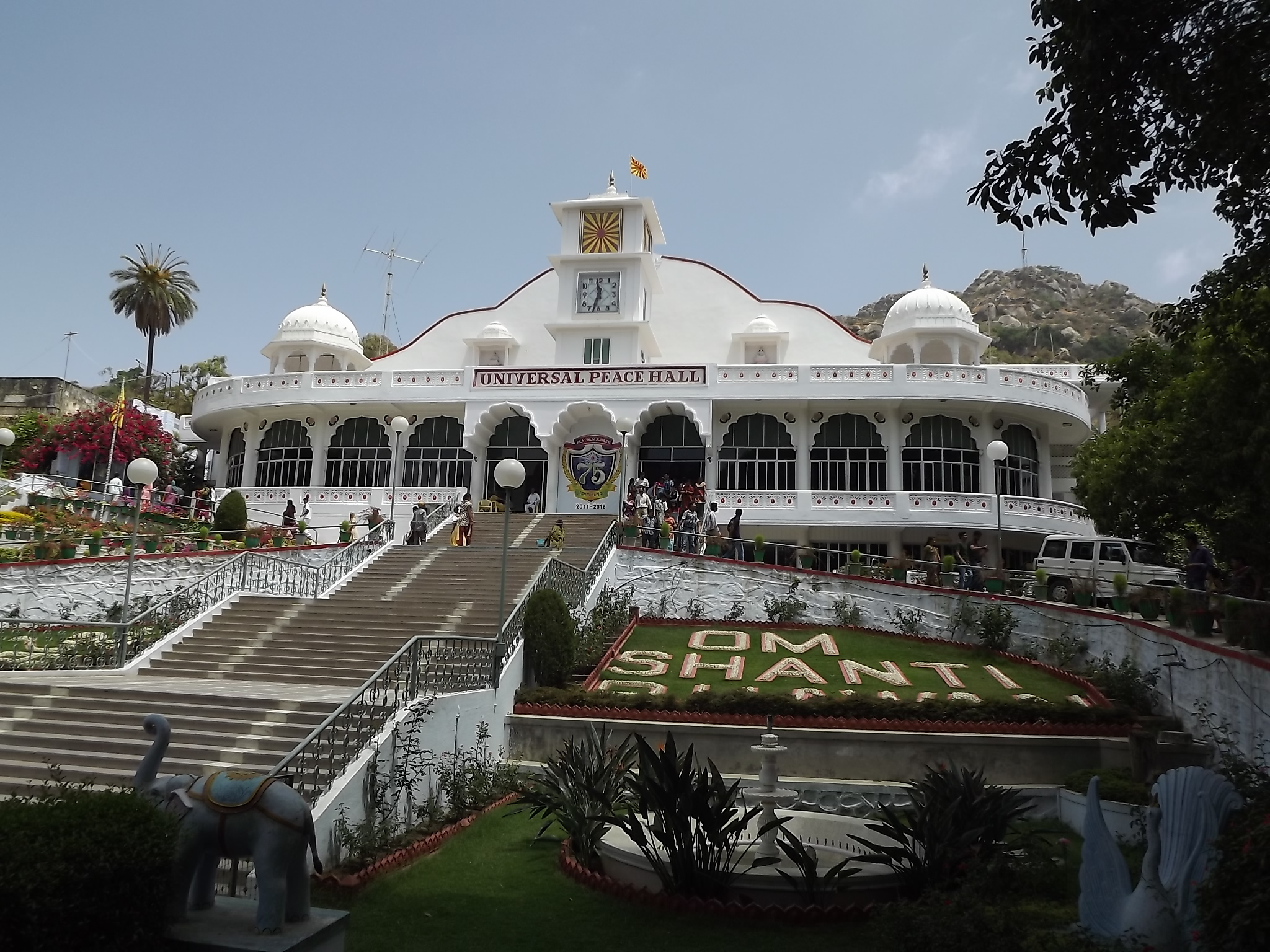
ブラーマ・クマリスの本部、マドゥバン（ラージャスターン州 アーブー山）

ブラーマ・クマリス（Brahma Kumaris）は、インドのハイデラバード（現パキスタン）に住む在俗ヒンドゥー教徒の宝石商レクラージ・クリバラーニが1930年代に始めた、インドの宗教起源の新宗教・代替スピリチュアリティ運動である。初期から現在（2009年）まで、中央の指導者から支部まで女性が主導している。
信者たちは「ブラフマーの清き娘たち」として知られ、団体名は「ブラフマーのクマーリーたち」を意味すると考えられる。

## 沿革

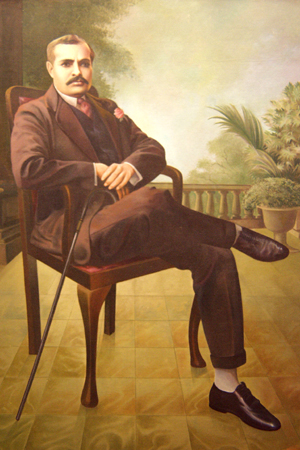
レクラージ・クリバラーニ

1936年にブラーマ・クマリスの前身となるグループ、オーム・マンディリが設立された。創立者のレクラージ・クリバラーニは元々は宝石商だったが、50歳代に経験した霊的体験を機に瞑想中心の生活に入り、聖典を読む読書会を催した。レクラージの会に参加すると、参加者にも幽体離脱や幻視などの霊的な体験が生じたことから、グループは瞑想や自己変容を研鑽する自給自足コミュニティ、ブラーマ・クマリスへと再編成され次第に成長していった。
ブラーマ・クマリスの初期の成員の多くは夫と疎遠になっていた女性たちだった。家父長制の強いヒンドゥー社会の中で、ブラーマ・クマリスのコミュニティは女性が家庭への義務から独立し、独身主義を選択できる点で革新的だった。また、女性がドメスティック・バイオレンスから逃れる駆け込み寺のような存在でもあったことから、男性優位の価値観を揺るがす危険な存在として、暴動や裁判などのトラブルも頻発した。
1952年にアーブー山に本部が設立され、以来巡礼の対象とされている。1971年にロンドンに初の海外センター、グローバル・オペレーション・ハウスが開設され、ロンドンを国際本部として世界展開が行われるようになる。1981年時点での参加メンバーは約4万人だったが、1988年には約10万人、2007年には80万人と増加し、世界の128か国に7000以上のセンターを設けている。
草創期のブラーマ・クマリスは現世否定と終末論を基にした、千年王国的な思想を持つ団体だった。しかし、草創期の中枢メンバーが世を去り、ブラーマ・クマリスが世界展開する中、瞑想によって得られる心の平穏によって世界や個人に生じる悲惨な出来事を克服し、他の人々を手助けする、愛と平和の団体へとアイデンティティを変化させている。

## 信仰と戒律
ブラーマ・クマリスは戒律に則った浄い生活と、実践的な瞑想であるラージャ・ヨーガなどの「霊的技術」によって霊魂を自覚し、至高の霊魂シヴ・ババとのつながりや結び付きを目指すことが目標とされており、その哲学は自己・神・時間・輪廻・カルマ・世界や社会の振る舞いといったものの理解によって形成されている。一神教を含めた、いかなる宗教を超越した運動とされ、参加の際に改宗の必要はないとされている。
ブラーマ・クマリスのメンバーは自分たちのことを信者ではなく生徒と考えており、メンバー同士は互いを兄弟姉妹と呼び合う。高潔な生活を旨とする戒律があり、乳製品を可とする菜食主義を取り、アルコールやドラッグ、性行為は禁止されている。センターで起居する古参のメンバーは、早朝の瞑想に始まる厳格な戒律を行っているが、大部分に当たる一般メンバーは、戒律を意識しつつ各々ができる範囲で清浄な生活を送ることとされている。

## 国連に関わる活動
国連に関わる活動を活発に行っている。1981年には国際連合に公認NGOとして認定され、国連広報局に加盟し、国連経済社会理事会に総合諮問資格、国連児童基金に諮問資格を持つNGOとなっており、教育・災害援助・医療の分野で貢献している。1986年には国際的な平和運動「百万分の平和の時間 (The million minutes of peace)」を行った。